# 小球性貧血
小球性貧血（しょうきゅうせいひんけつ）とは、貧血の一群。赤血球の大きさが正常より小さくなる事から小球性貧血と言われる。
赤血球の大きさは平均赤血球容積(MCV)で表されるが、この数値が80を下回ると小球性と呼ばれる。貧血を体が感じ、赤血球を増産しようとするのだが、何かの原因で完全な赤血球が生産できず、正常より小さい赤血球が生じるものと考えられる。

この群に分類される貧血のうち、最も多いのが鉄欠乏性貧血である。そのほかとしては、骨髄異形成症候群の一亜型である鉄芽球性貧血、地中海性貧血、悪性腫瘍など慢性炎症状態による貧血などが挙げられる。